# Žiljevo
Žiljevo (cyr. Жиљево) – wieś w Bośni i Hercegowinie, w Republice Serbskiej, w gminie Nevesinje. W 2013 roku liczyła 471 mieszkańców.